# Nothocercus bonapartei
Il tinamo di Bonaparte (Nothocercus bonapartei G.R. Gray, 1867) è un uccello della famiglia Tinamidae.

## Descrizione
Lunghezza: 35–41 cm.

Peso: 850-1.000 g.

## Distribuzione e habitat
Costa Rica, Panama, Venezuela, Colombia, Ecuador, Perù settentrionale.

## Sistematica
Sono state descritte 5 sottospecie:
- Nothocercus bonapartei bonapartei (Gray, 1867) - diffusa in Colombia centro-settentrionale e Venezuela
- Nothocercus bonapartei discrepans Friedmann, 1947 - endemica della Colombia
- Nothocercus bonapartei frantzii (Lawrence, 1868) - diffusa in Costa Rica e Panama
- Nothocercus bonapartei intercedens Salvadori, 1895 - diffusa in Colombia occidentale
- Nothocercus bonapartei plumbeiceps Lönnberg & Rendahl, 1922 - diffusa in Ecuador e Perù settentrionale